# ブロック塀
ブロック塀（ブロックべい）とは、ブロック状の建材を主材として造られる塀である。ブロック壁（ブロックかべ）の一種で、ブロック建材による工作物の一種。ブロックの材質としては、石（石ブロック）、煉瓦（煉瓦ブロック、ブロック煉瓦）、コンクリート（コンクリートブロック）がある。
現代日本語の場合、石製は石塀（いしべい）、煉瓦製は煉瓦塀（れんがべい）、コンクリート製はコンクリートブロック塀（コンクリートブロックべい。コンクリート製のブロック塀、コンクリートブロックの塀）という。
これらのうちコンクリートブロック塀の種別には、補強ブロック塀（補強コンクリートブロック塀）と型枠ブロック塀（型枠コンクリートブロック塀）があり、一般的には補強コンクリートブロック造の塀をブロック塀という。 専門業者（建築業者、メンテナンス業者等）や公共機関での名称としても「コンクリートブロック塀」と略称としての「ブロック塀」は共に使われている。また、CB塀と略記される。
英語では "block wall" が「ブロック塀」に近く、"concrete block wall, concrete-block wall" が「コンクリートブロック塀」に近いが、「塀」ではなく「壁」である分、広義である。なお、英語圏の建築文化は石と煉瓦によるところが大きく、現代でもそのことに大きな変化は見られない。

## 規格と基準
日本の建築基準法や建築基準法施行令は、補強コンクリートブロック造の塀と呼んで瞬時に倒れないための最低条件を規定している。後述の宮城県沖地震の教訓から、1981年（昭和56年）、塀の高さの上限が3mから2.2mに引き下げられた。高さ2m以下の場合10cm以上、2m超の場合15cm以上の、壁の厚さが必要である。高さ1.2m超の場合、長さ3.4m以下ごとに控え壁を設けなければならない。基礎の構造や鉄筋の規格・定着方法・配置間隔についても定められている。日本建築学会は、法令を補足するものとして「コンクリートブロック塀設計規準」を定めて推奨している。

## 塀の要素

### ブロック

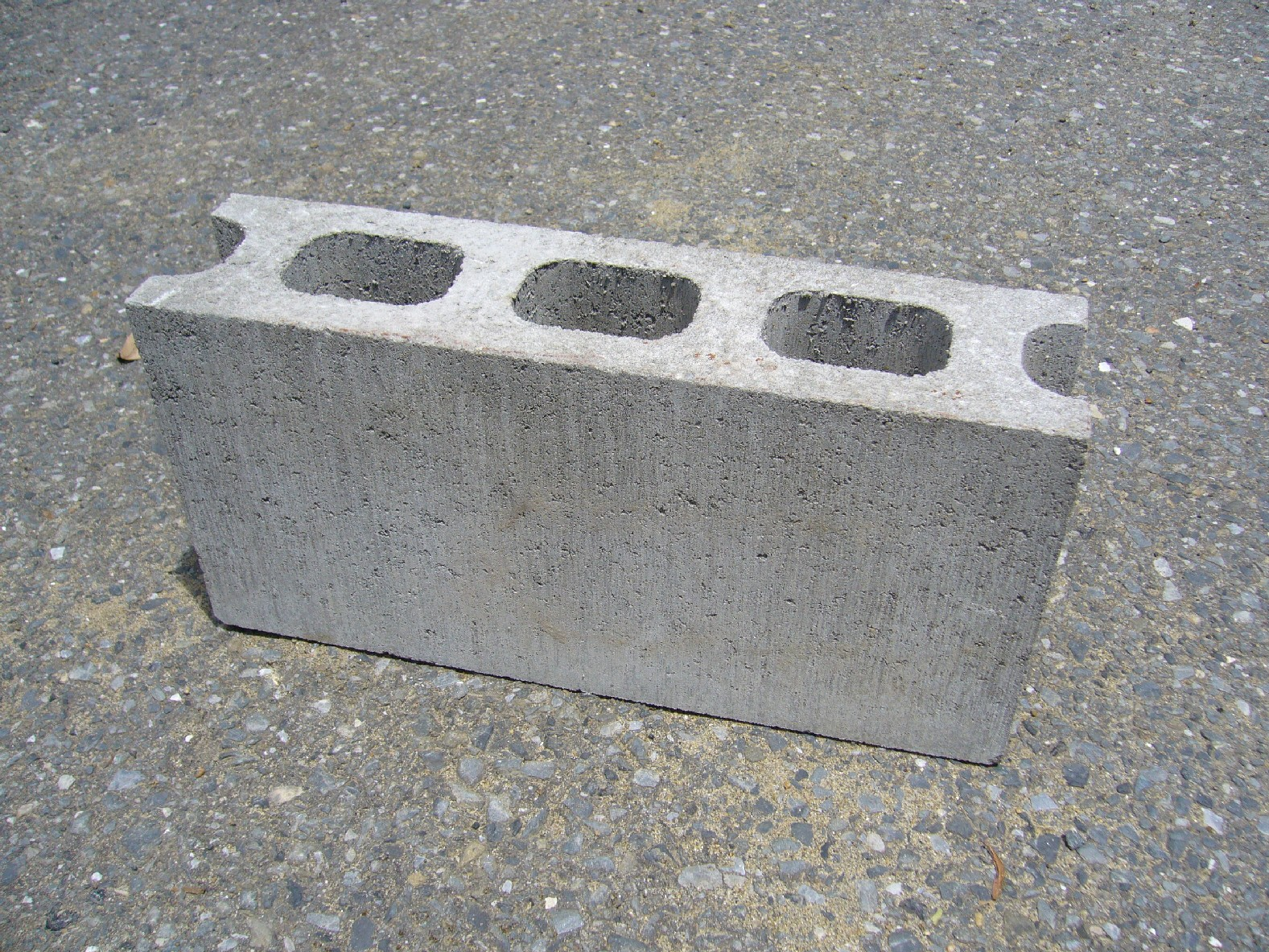
建築用コンクリートブロック

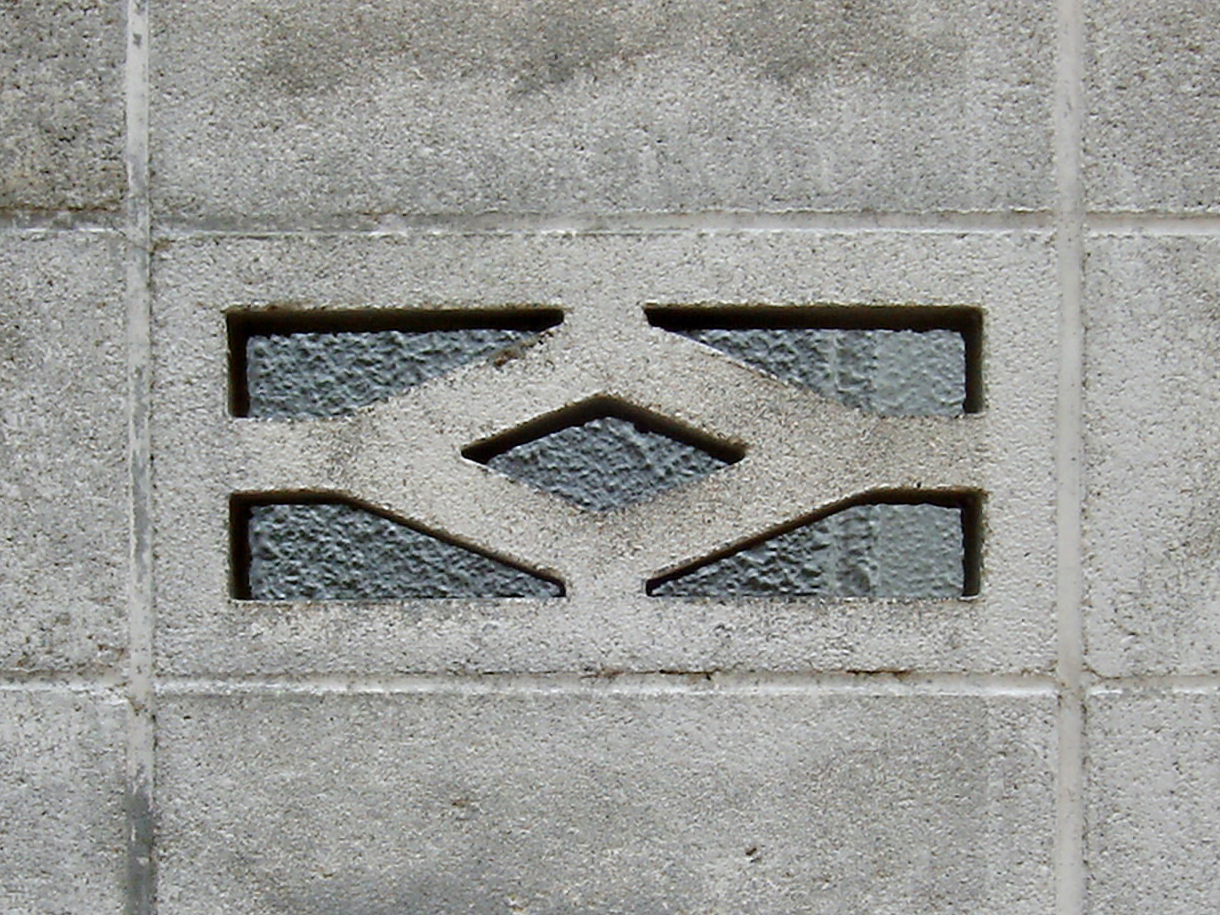
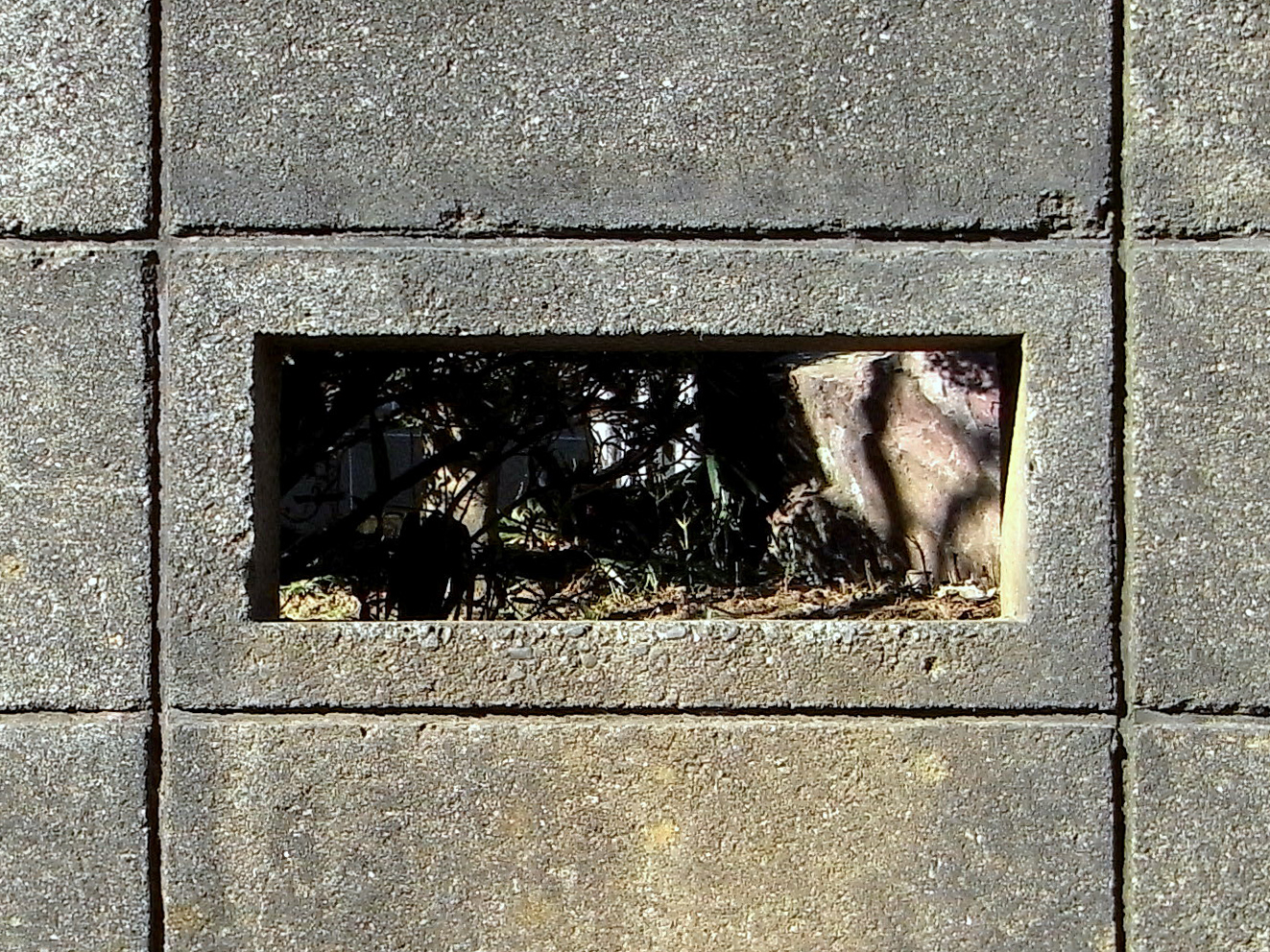
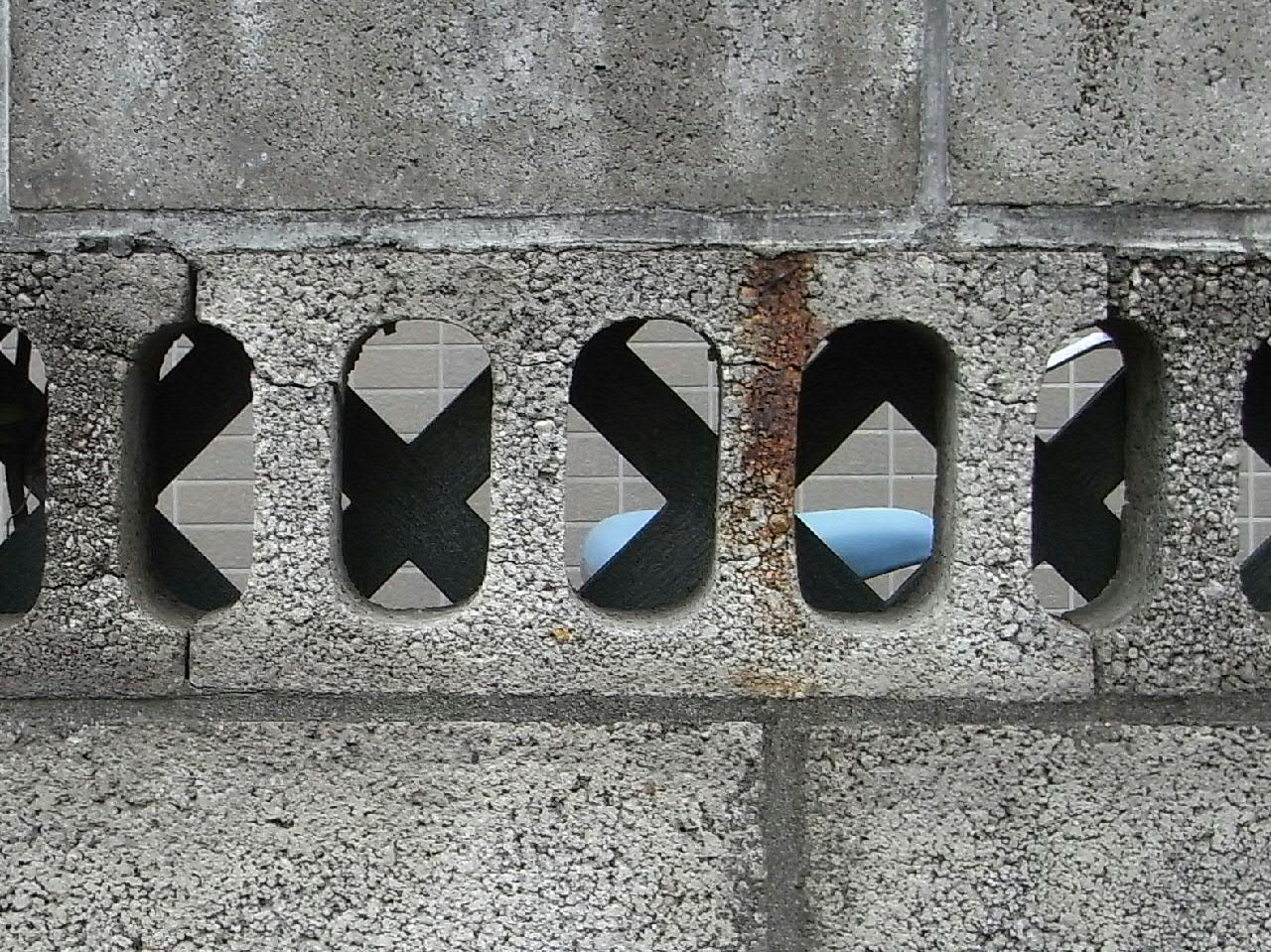
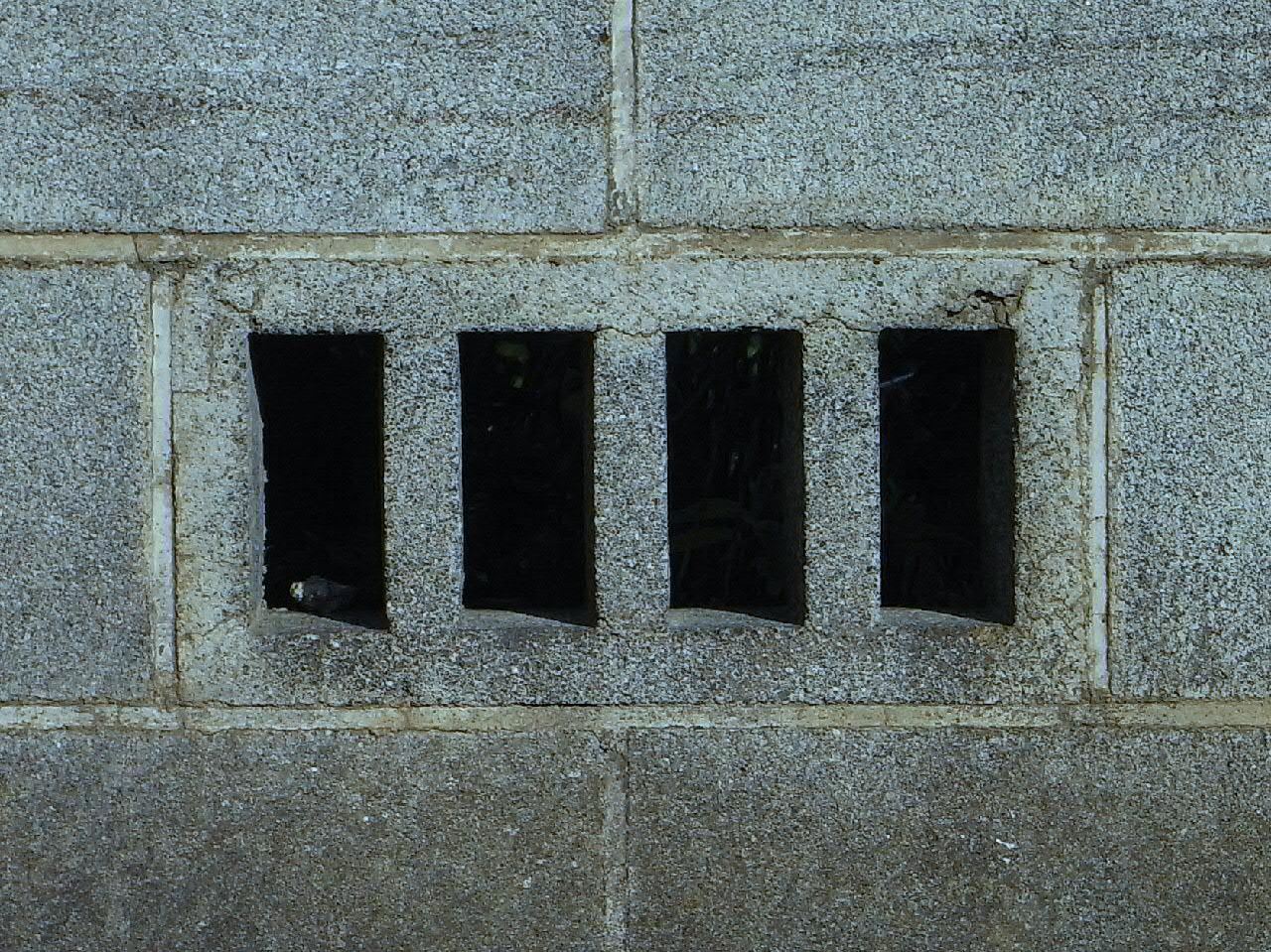

外形の形状による区分
塀に用いるコンクリートブロックのうち、ブロック塀での使い方が特殊な隅用、半切、横筋用などを異形ブロックという。これは装飾による分類とは異なる。
透水性・吸水性による分類
コンクリートブロック塀の耐久性の観点から透水性・吸水性の小さい種類のブロックを使うことが望ましい。
化粧の有無による分類
塀に用いるコンクリートブロックには、着色、塗装、研磨、切削などの意匠を施したものがある。
笠木ブロック
塀・門・手摺・鳥居などの最上端に設けられる横架材（横木）を「笠木（かさぎ）」というが、ブロック塀でも同じくそう呼び、そのブロックは、笠木ブロック、ブロックの笠木、あるいは単に笠木という。
コンクリートブロック塀の場合、笠木を適切に施工すれば壁体が雨などで濡れにくくなり壁頂部のよこ筋の腐食を防ぐことができる。
透かしブロック
石とコンクリートの場合、建材として強度が高いため、穴の空いているタイプのブロックを用いることが可能で、壁面の要所要所に配されることが多い。このようなブロックを透かしブロック（すかしブロック）というが、石であれコンクリートであれ、単なる壁とは違って塀には装飾的要素が求められるため、通気性のみならず装飾性の用途をもって設けられていることが多い（■右列最上段の画像を参照）。
透かしブロックの下は水が浸透しやすく鉄筋が錆びたり壁体内での水の体積膨張の影響も受けやすくなるため多用すると塀の強度に影響を与える。

### 鉄筋

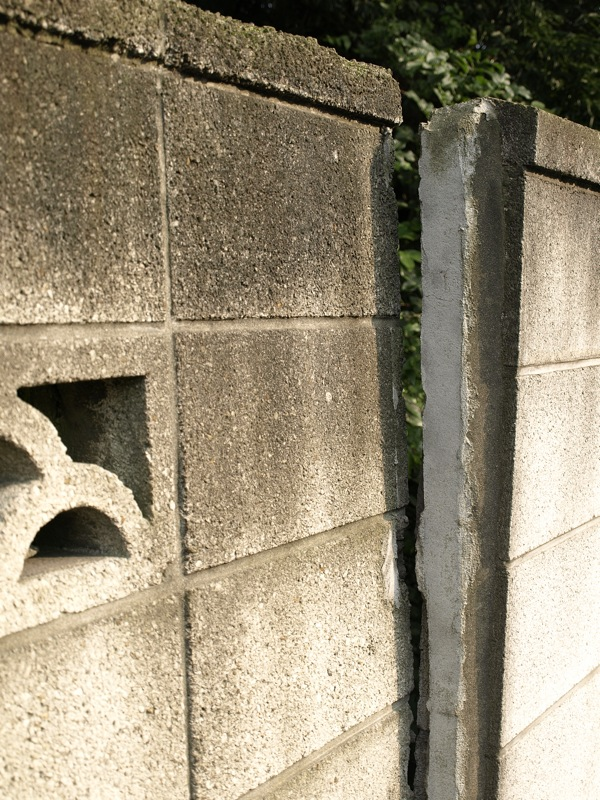
横方向の鉄筋を欠いた例。地震発生時は倒壊の危険がある。

日本では、1978年に発生した宮城県沖地震で、鉄筋の入っていない耐震性に欠けるコンクリートブロック塀の倒壊で下敷きになって18名が死亡しており、全体の死者28名に対して多くを占めた。同様に多くの負傷者も出した。このことから、これを教訓として規制の強化が図られ、全国で実行された。
このような経緯もあって、日本の場合、太さ10mm以上の所定のJIS規格を満たす鉄筋を、横方向が400mm間隔、縦方向が400mm - 800mm（主壁の高さや控壁の有無、鉄筋の太さにより異なる）で配することが義務づけられている。

## 塀の構造

### 基礎
コンクリートブロック塀の基礎にはI型、L型、T型（逆T型）、鋼管杭打基礎などがある。

### 充填モルタル
コンクリートブロック塀のブロックの内部には縦横方向にそれぞれ所定の間隔で鉄筋が配される。鉄筋を保護しながらブロックと一体化させるためモルタルを充填しながらブロックが積み上げられる。

### 積み方と目地
ブロック塀の積み方には単純な芋目地と交互に積む破れ目地がある。破れ目地は芋目地に比べて構造が複雑でモルタルの充填などの施工に手間がかかる。

## 安全性
日本の場合、建築基準を満たさない危険なコンクリートブロック塀が、危険性について無知な人間や、建設も点検・メンテナンスも専門業者任せで無責任な人間、知ったうえで経費を惜しんで施工業者に手抜きを強いる施工主、知ったうえで利益を優先して不正に手がける施工業者などによって設けられ維持されていることも珍しくない。また、厳しい方向へ法改正される以前に設けられていたり、増設されていたりする場合、これらを違法とすることができず、結果、放置されてしまうという現実がある。建築法や危機管理の専門家は、日本におけるこのようなコンクリートブロック塀に潜む危険性を長年に亘って啓蒙しているが、十分に伝わりきらない地域や聞く耳を持たない人も多い。また、公的機関や公共施設が危険性を認識していながら、予算が付かない、予算を回せない、回さないなどといった事情や都合やエゴから、先延ばしにされているケースや、あまりにも数が多いために把握しきれないことで、結局のところ先延ばしにされているケースが非常に多い。このようにして野放しにされ続ける劣悪なコンクリートブロック塀の危険性は、大きな地震が起こった際に倒壊することで露呈するケースが後を絶たない。そうした結果、最も不幸なケースとして、ブロック塀の脇を通過していて倒壊に巻き込まれる死亡事故が起こってしまう。2018年（平成30年）の大阪府北部地震で女子小学生1名が死亡した小学校の事例などは、違法に増設されたブロック塀の壁の全面に壁画が描かれており、普段から高い問題意識と警戒心も持って観察でもしない限り、コンクリートブロック塀と気付かないことも理解できるような、タチの悪い状態となっていた。スクールゾーンにおけるブロック塀の危険性に関する住民の認識は、例えば東海地震発生の想定地域や東日本大震災の主要な被災地域のように危機意識の高い地域では2000年代（静岡市では2002年度〈平成14年度〉）から啓蒙されてきただけにかなり浸透していると言えようが、意識の低い地域では未だに問題の多すぎる状況にある。ただ、正しくスクールゾーンを歩いていながら母校の違法建築物の犠牲になった女児の悲劇とそこに潜んでいた危険性は、多くの日本人の関心の的となったようで、マスコミにも係る問題はそれまでになく大きく取り上げられた（翻って言えば、高齢者がブロック塀倒壊の犠牲になったというニュースは、地震大国日本で全く珍しくもない半ば無関心事になってしまっている）。
2019年8月6日、文部科学省が発表したところによれば、全国の国公私立の小中学校や高校、幼稚園あわせて5万1082校のうち2万280校にブロック塀があった。このうち6343校で安全性が確認されたり改修が終わったりしており、5808校が安全性が確認されていないブロック塀があり、3547校は外観点検は完了ししかし内部点検はすんでおらず、43校は外観点検がまだで、4365校はブロック塀を撤去するなどし、138校は廃校、36校は未報告だった。

### 劣化
コンクリートブロック塀の寿命には鉄筋の腐食が関係しており、鉄筋の腐食は、コンクリートブロック塀の空洞部に滞留した水が係わっている。コンクリートブロック塀内部に造作中に水を入れない、浸透しないように防水処理を行なう、水が滞留できないようにする、空洞部の水を常に出るようにする、などの措置をとることにより、ブロック塀の寿命をのばすことができる。
風雨にさらされる過酷な環境に常に置かれるため、良好に設計・施工されたコンクリートブロック塀であっても、大気中の二酸化炭素にモルタルが反応して中性化したり、約20年で鉄筋に錆が現れるなど、劣化が進行する。

### 地震による倒壊
日本では、1978年の宮城県沖地震以降、1995年の阪神・淡路大震災、2005年の福岡県西方沖地震、2016年の熊本地震、2018年の大阪府北部地震でも、倒壊による死亡事故が発生している。

### 代替
ブロック塀の代替としてはアルミ製のフェンスやネットフェンス、鉄筋コンクリート製のRC塀、植栽（生け垣）といったものがある。特にアルミフェンスは軽量で施工性に優れ、かつ多様なデザインに対応できるとして急速に普及している。
コンクリートブロック塀に換えて住宅の周囲に生垣を用いるよう地方自治体等が推奨し、生垣作りに補助金を支給する制度を整えた地域もある（※ただし、ヒートアイランド対策やもっと多目的の緑化を主目的として推奨するケースとの見分けは容易でない場合もある）。仙台市では、雅称「杜の都」を推し出しながらの取り組みを行っている。